# Осквернение королевской усыпальницы в базилике Сен-Дени

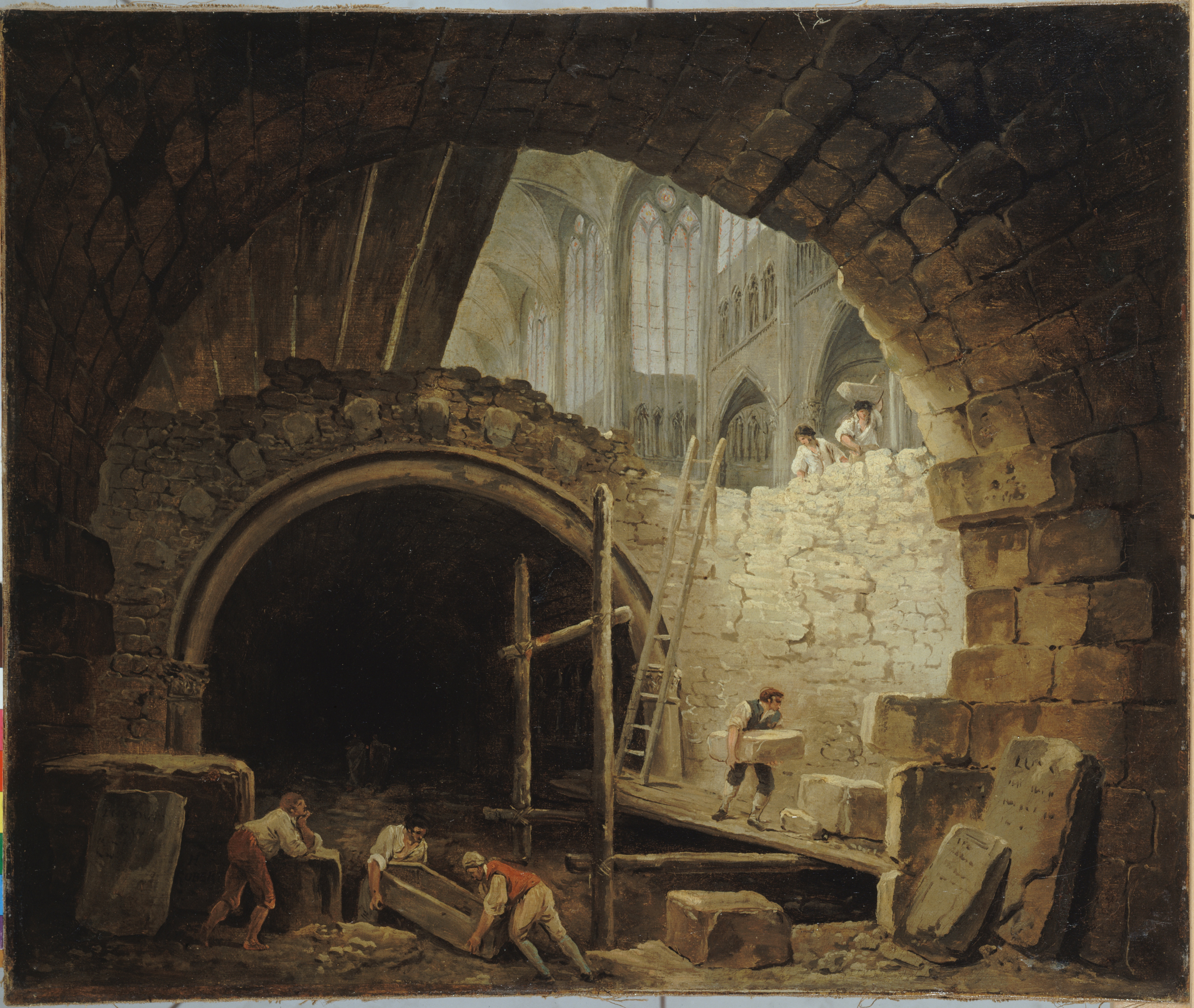
«Осквернение королевской усыпальницы Сен-Дени», художник Юбер Робер (масло, холст Музей Карнавале).

Осквернение королевских гробниц в аббатстве Сен-Дени в 1793—1794 годах — эпизод Великой французской революции, в ходе которого могильные плиты французских монархов были разрушены, а останки извлечены и осквернены.

## Предыстория

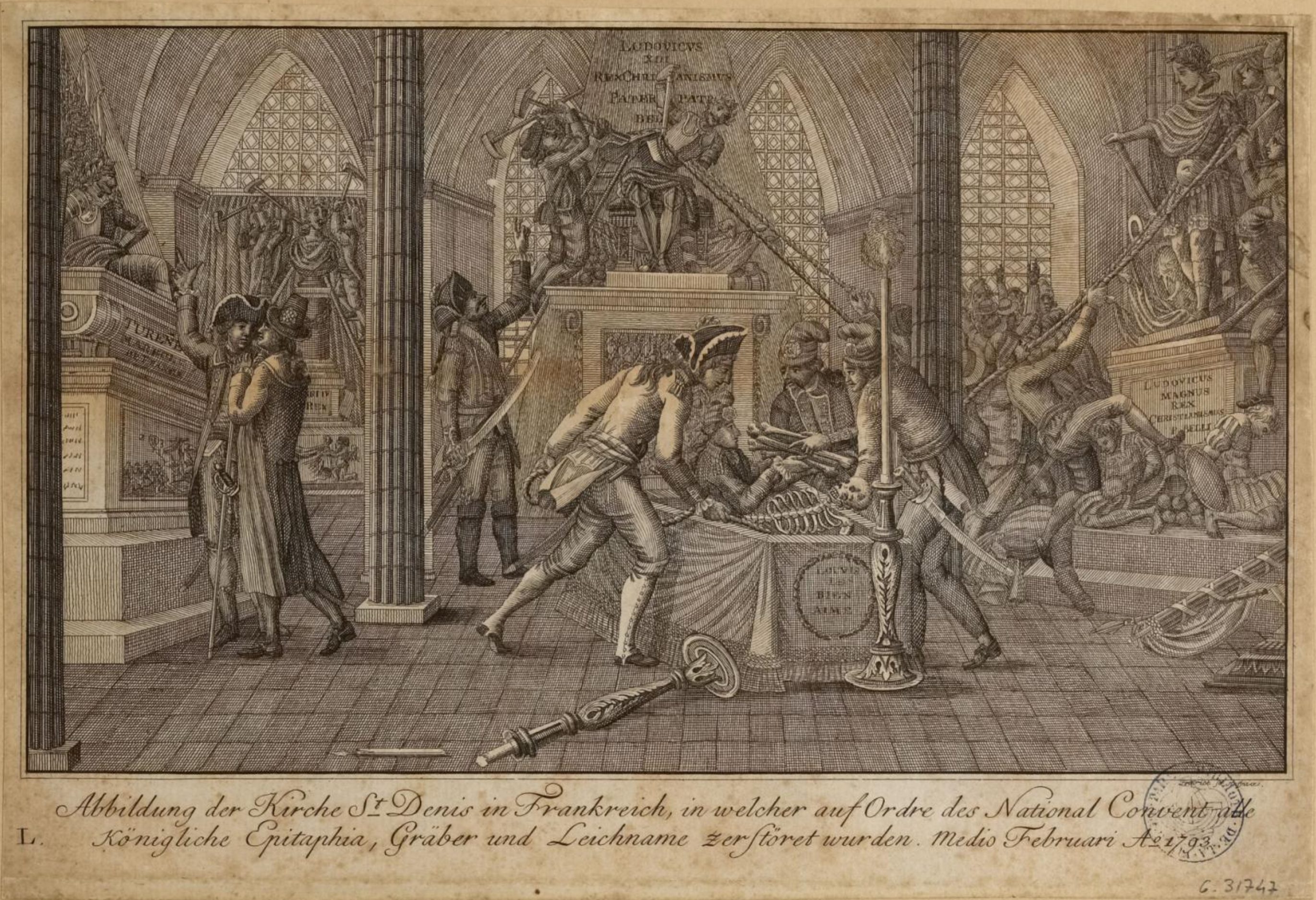
Разорение гробниц в соборе Сен-Дени. Офорт Фридриха Стаффника (1793—1800)

После падения конституционной монархии 10 августа 1792 года временное правительство постановило переплавить некоторые изделия из металлов для нужд обороны. Для этой цели было разобрано сорок семь захоронений аббатства, в том числе бронзовое позолоченное надгробие Карла VIII, украшенное эмалью. Некоторые из них были сохранены по просьбе Комиссии Изящных искусств при Конвенте. В 1793 году Конвент инициировал разрушение памятников феодализма, в том числе дворянских захоронений, во всех сооружениях республики.
Судьба королевских гробниц Сен-Дени была решена в дни Террора на заседании Национального конвента от 31 июля 1793 года — по предложению Барера, в честь штурма Тюильри 10 августа 1792 года, было решено уничтожить «нечистый прах» тиранов под предлогом повторного использования свинцовых гробов. Национальное собрание, заслушав доклад Комитета общественного спасения, своим вторым указом от 1 августа 1793 года постановило: «Могилы и мавзолеи бывших королей, прежде всего в церкви Сен-Дени, в храмах и других местах на всей территории республики будут уничтожены до 10 августа».
Дон Жермен Пуарье, учёный бенедиктинец из конгрегации Святого Мавра, член Комиссии памятников и архивариус аббатства Сен-Жермен-де-Пре, позднее — аббатства Сен-Дени, был назначен комиссаром для участия в эксгумации. Предполагалось, что в августе должна была быть проведена эксгумация тел по официальному запросу гражданина Менье, комиссара Главного управления чрезвычайного изготовления вооружения. Решение не выполнялось до октября, так как депутат Жозеф Лекиньо выступил против него 7 сентября 1793 года. Хотя эксгумация и была задержана, с 6 по 10 августа проходил демонтаж (всего было разобрано 51 погребение, статуи, надгробные памятники, колонны, алтари, витражи, и т. д.). По требованию Комиссии изящных искусств часть разобранного сохранялась, а позднее вошла в экспозицию Музея французских памятников, созданного в 1795 году, остальное было уничтожено.

## Свидетели

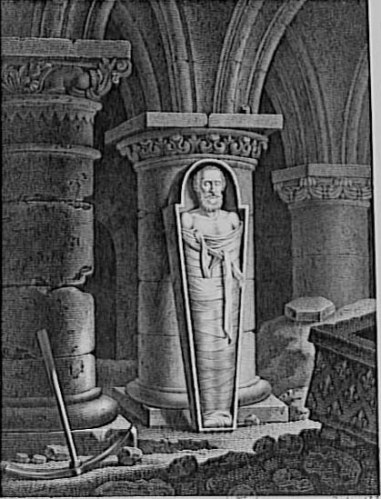
Гроб Генриха IV, вскрытый в Сен-Дени в 1793 г. Гравюра кон. XVIII в.

Жермен Пуарье был главным непосредственным свидетелем эксгумации королевских могил. Он оставался в соборе круглосуточно с 12 по 25 октября, составил несколько докладов для Комиссии памятников, рукописный бюллетень, который в 1794 году погиб во время пожара, и отчёт по эксгумации королевских тел в Сен-Дени в 1793 году, возобновлённый и дополненный хранителем аббатства Сен-Дени, домом Жаном-Теодором Дрюоном (фр. Jean-Théodore Druon). Свидетельства будущего заведующего древностями аббатства Александра Ленуара, ещё одного участника событий, или Жоржа д’Эилли, который воссоздал в 1872 году рапорт о захоронениях Сен-Дени, повторяют по большей части доклады дома Пуарье и дома Дрюона.

## Разрушение захоронений
Жермен Пуарье признавал, что не все останки были найдены, например, кардинала Ретца, умершего в 1679 году, или главного казначея Альфонса де Бриенна. После разрушения надгробий открылось несколько тел в состоянии гниения, некоторые рассыпались в пыль (в том числе дурно пахнущий труп Людовика XV, умершего от оспы, и «чернильно-чёрный» труп Людовика XIV). Тело Генриха IV было в столь хорошей сохранности, что оно демонстрировалось в течение нескольких дней прохожим перед собором, поставленное вертикально. Некоторые трупы были разделены на части: те, кто разрушал могилы, оставляли себе или на сувениры, или с целью дальнейшей продажи часть останков. Например, Александр Ленуар, который собрал их внушительную коллекцию и спекулировал королевскими реликвиями. Более чем 170 тел (46 королей, 32 королевы, 63 принцев крови, 10 сановников королевства и около двух дюжин аббатов Сен-Дени) впоследствии были сброшены в две братские могилы (одна — для Валуа и «первых династий», другая — для Бурбонов), вырытые у паперти со стороны кладбища монахов, примыкающего к собору с севера. После того, как коллекционеры достопримечательностей собрали реликвии, останки были засыпаны негашеной известью, а затем землёй и утрамбованы конным катком.

### Август 1793
Жермен Пуарье впервые присутствовал на эксгумации в августе 1793 года, во время которой из средневековых захоронений были извлечены останки:
- Филиппа III Смелого и его супруги Изабеллы Арагонской
- Пипина Короткого
- Констанции Кастильской, супруги Людовика VII
- Людовика VI Толстого

### Октябрь 1793

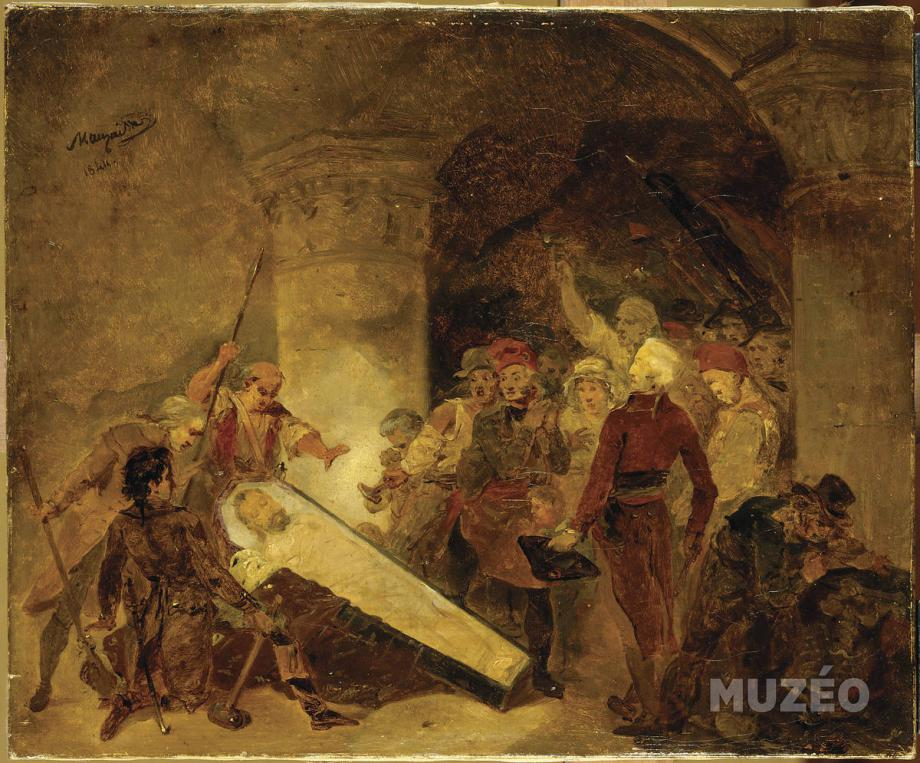
Эксгумация тела Генриха IV в аббатстве Сен-Дени. Худ. Жан-Батист Мозес

Второй этап осквернений был наиболее масштабным. По сообщению Жермена Пуарье, рабочие в сопровождении «комиссаров по эксгумации» (выполнявших роль надзирателей), «комиссара по золотым и серебряным изделиям» (ответственного за сбор изделий из драгоценных металлов и за доставку их в Конвент) и «комиссара по свинцу» (ответственного за переплавку на месте изделий из свинца в пули) с фонарями и смоляными факелами спустились в склеп Бурбонов, останки которых покоились в 54 дубовых гробах на проржавевших железных козлах. Для очищения воздуха в склепе использовались можжевельник и уксус. Эксгумации в октябре 1793 года протоколировал Жермен Пуарье, в числе прочих были вскрыты могилы:
- 12 октября
  - маршала Тюренна — тело демонстрировалось некоторое время, вызывая такое «почтительное оцепенение», что оно единственное не подверглось осквернению. Останки маршала были перенесены в Сад растений Парижа, затем в Музей французских памятников, и, наконец, по приказу Наполеона, в церковь Сен-Луи Дома инвалидов[19];
  - Генриха IV — его дубовый гроб был разбит молотом, свинцовый открыли с помощью долота. Те, кто видел тело короля, свидетельствовали, что: «Его тело оказалось хорошо сохранившимся, и черты лица были вполне узнаваемыми. Оно осталось в проходе нижних часовен, завёрнутое в так же хорошо сохранившийся саван. Любой мог видеть тело короля до утра понедельника 14 октября, когда оно было отнесено в хоры внизу ступеней алтаря, где оставалось до двух часов, когда его похоронили на кладбище». Некоторые отрывали ногти и пряди бороды Генриха на память. Делегат муниципалитета снял с лица Генриха форму, по которой впоследствии изготавливались посмертные маски короля. Голову, отделённую от тела в эти дни, нашли в XIX веке, её подлинность окончательно установили в 2011 году.
- 13 октября
  - Из-за большого количества зрителей проведение эксгумации было затруднено, муниципальный совет постановил в это воскресенье закрыть собор для посещения «всем, кто не занят в работах», однако это решение не было реализовано.
- 14 октября
  - Людовика XIII — гроб был открыт до 15 часов, вид тела ухудшался, однако короля можно было узнать по его чёрным усам;
  - Людовика XIV — хотя тело было «чёрным как сажа», но облик короля сохранился;
  - Марии Медичи (супруги Генриха IV) — рабочие, открывшие гроб, обвиняли её в убийстве Генриха IV и рвали её волосы;
  - Марии Терезии Испанской, первой супруги Людовика XIV;
  - Анны Австрийской, супруги Людовика XIII;
  - Гастона Орлеанского, сына Генриха IV.
- 16 октября
  - Генриетты Французской [20], супруги короля Англии Карла I
  - Людовика XV
  - Филиппа II Орлеанского, регента при малолетнем Людовике XV
  - Генриетты Английской[20], первой супруги Филиппа I Орлеанского
  - Карла V
  - Жанны де Бурбон, супруги Карла V
- 17 октября
  - Карла VI и его супруги Изабеллы Баварской
  - Карла VII и его супруги Марии Анжуйской
  - Маргариты Валуа, первой супруги Генриха IV
  - Франциска II
  - Карла VIII
- 18 октября
  - Генриха II и его супруги Екатерины Медичи
  - Карла IX
  - Генриха III
  - Людовика XII
  - Анны Бретонской, супруги Карла VIII и Людовика XII
  - Людовика X
  - Иоанны Наваррской, дочери Людовика X
  - Иоанна I
  - Гуго Великого, отца Гуго Капета
  - Карла Лысого
- 19 октября 
  - Филиппа IV Красивого
  - Дагоберта I
  - Нантильды, супруги Дагоберта I
- 20 октября
  - Бертрана дю Геклена, французского полководца
  - Бюро де Ла Ривьера, камергера Карла V
  - Франциска I, его матери Луизы Савойской и его супруги Клод Французской
  - Пьера де Бокера, камергера Людовика IX
  - Матье де Вандома, аббата Сен-Дени
- 21 октября
  - Филиппа V
  - Филиппа VI Валуа
- 22 октября 
  - Барбазана, камергера Карла VII
  - Луи II де Сансерра, коннетабля Карла VI
  - Сугерия, аббата Сен-Дени
  - Аббата Троона
- 24 октября
  - Карла IV Красивого
- 25 октября
  - Иоанна II
  - Марии Луизы Французской, дочери Людовика XV, перенесённой из монастыря Кармелиток.

### Январь 1794
- 18 января
  - Маргариты, дочери Филиппа V.

## Реставрация
Во время Второй реставрации по приказанию Людовика XVIII в годовщину смерти его брата Людовика XVI, 21 января 1817 года, останки его предшественников, после исследования, продолжавшегося неделю, были собраны в крипте базилики. Известь помешала идентификации трупов, их, за исключением «трёх тел, обнаруженных без верха», как отметили члены Комиссии, поместили в десяток ящиков и закрыли мраморными плитами, на которых были написаны имена монархов. Король распорядился также разыскать останки своего брата Людовика XVI и Марии-Антуанетты на кладбище Мадлен, которые были торжественно погребены в Сен-Дени 21 января 1815 года.